# Berthold Matschat
Berthold „Bert“ Matschat (* 16. Mai 1963 in Göttingen) ist ein deutscher Jazz- und Studiomusiker (Piano, Mundharmonika, Komposition) und Produzent.

## Wirken
Matschat lernte zunächst ab dem Alter von fünf Jahren Klavier, später wechselte er auf Cello, Gitarre und chromatische Mundharmonika. Nach dem Abitur  studierte er an der Musikhochschule Köln, u. a. bei Bob Brookmeyer.
Matschat ist seitdem freiberuflich tätig. Er war an Studioproduktionen und auf der Bühne u. a. mit Peter Fessler, Paul Kuhn, der WDR Big Band Köln, dem WDR Rundfunkorchester, Joe Sample, Peter Kraus, Udo Jürgens, Shirley Bassey, Al Martino, Manteca, Heino und Howard Carpendale aktiv.

## Diskographische Hinweise
- Willy Ketzer Trio feat. Berthold Matschat Cologne Jazz N° 1 (bpa records, 1996)
- Willy Ketzer Trio feat. Berthold Matschat Moguntia Jazz (bpa records 1998)
- Café du Sport 2nd service (minor music 2004, mit Christian von Kaphengst)
- Ulla van Daelen Metharphosis (Westpark Music 2005)
- Piano Jazz Ballads (2006)